# Torre de Abraham
La torre de Abraham es una atalaya defensiva musulmana del siglo XII situada en Retuerta del Bullaque (Ciudad Real - España).
Bajo la protección de la declaración genérica del Decreto de 22 de abril de 1949, y la Ley 16/1985 sobre el Patrimonio Histórico Español.

## Historia
Es una fortaleza defensiva de origen musulmán datada en el siglo XII y situada en la rivera del río Bullaque. Fue construida para proteger a la población de las sucesivas conquistas, y para reforzar las defensas del castillo de El Milagro.
La torre de Abraham se alza sobre un cerro que domina la cabecera del embalse de Torre de Abraham, junto a la carretera CM-403, en el término municipal de Retuerta del Bullaque, provincia de Ciudad Real. Se encuentra a las puertas del Parque nacional de Cabañeros.
Debido a la borrasca Filomena que afectó principalmente a España entre el 6 y el 11 de enero de 2021, parte de la estructura se ha derrumbado.

## Arquitectura
En estado ruinoso, del que actualmente sólo quedan dos muros en pie sobre un altozano. Su estructura de planta cuadrada con ángulos redondeados, se compone de piedras ensambladas con argamasa.